# Oxynoemacheilus seyhanensis
Oxynoemacheilus seyhanensis és una espècie de peix pertanyent a la família dels balitòrids i a l'ordre dels cipriniformes.

## Etimologia
L'epítet seyhanensis fa referència al seu lloc d'origen: és un endemisme del curs superior del riu Seyhan a Turquia.

## Hàbitat i distribució geogràfica
És un peix d'aigua dolça, bentopelàgic i de clima subtropical, el qual viu a Turquia: el curs superior del Zamanti (entre Pınarbaşı i Tomarza), el qual és un rierol situat a la capçalera de la conca del riu Seyhan al sud d'Anatòlia. Prefereix els corrents moderadament ràpids i amb substrat de grava o fang.

## Estat de conservació
Els seus principals problemes són la contaminació de l'aigua a nivell local, l'extracció d'aigua, les sequeres causades pel canvi climàtic, la construcció d'oleoductes i la introducció d'espècies exòtiques (com ara, el lluç de riu -Esox lucius-). No gaudeix de cap pla per a la seua conservació i la Unió Internacional per a la Conservació de la Natura en recomana un estudi aprofundit per a entendre millor les seues tendències poblacionals, distribució geogràfica real i amenaces potencials.

## Observacions
És inofensiu per als humans i el seu índex de vulnerabilitat és baix (18 de 100).